# 陶成章故居
陶成章故居位于中国浙江省绍兴市越城区陶堰镇陶堰村西上塘自然村，为建于清末的砖木结构建筑，占地407平方米，分门厅和座楼两进，均为面阔三间、硬山顶，座楼前另有东厢房四间，其南首第一间曾作陶氏书房。